# Párduclányok 2.
A Párduclányok 2. (eredeti cím: The Cheetah Girls 2) egy 2006-os amerikai zenés-táncos film a Disney Channel eredeti produkciójában, Raven Symoné, Adrienne Bailon, Sabrina Bryan és Kiely Williams főszereplésével, Kenny Ortega rendezésében. Deborah Gregory Párduclányok c. regénye alapján a forgatókönyvet írta Bethesda Brown és Alison Taylor.
Az Amerikai Egyesült Államokban 2006. augusztus 25-én mutatták be, Magyarországi premierje pedig 2007. december 28-án volt a TV2-n. A Disney csatornán 2010. január 9-én vetítették először, új szinkronnal.

## Cselekmény
|  | Alább a cselekmény részletei következnek! |

A lányok a kezdeti sikerek után Európa meghódítására készültek, ugyanis Chanel anyukája még régebben megismerkedett egy francia férfival. Luc meghívta őket barcelonai birodalmába. A lányok elhatározták, hogy elfogadják Chanel meghívását és velük utaznak Spanyolországba. Barcelonában zenei fesztivált rendeztek, ahol a Párduclányok is fel akartak lépni. De ez azonban nem volt olyan egyszerű, ugyanis a lányokat elvarázsolta a csodálatos város, a divat, a szerelem és az új barátok. Chanel megismerkedett egy másik énekessel, aki vadiúj spanyol barátnőjévé vált. Aqua Galleria anyukájával ment szinte minden nap a divatszalonba.
Dorinda megismerkedett egy New York-i táncos fiúval. Ők latin és standard táncokra tanították Dorindát, a lány pedig Hip Hop-ot tanított nekik. Galleria eközben lelkiismeretesen készült a versenyre, de a lányok nélkül hiábavalónak bizonyult minden munkája. Megbeszélte az édesanyjával, hogy hazamegy, mert a Párduclányoknak már nem lehet jövője. A lányok másnap kimentek a reptérre Galleria után, s a lány visszatért Luc barcelonai luxusvillájába. De a fellépés így sem volt egyszerű, ugyanis a spanyol énekespacsirta anyukája azt szerette volna, hogy a lánya nyerjen, ezért szabotálta a lányok műsorát. A gond végül megoldódott és a Párduclányok megnyerték a barcelonai zenei fesztivált.
|  | Itt a vége a cselekmény részletezésének! |

## Szereplők
| Szereplő                  | Színész          | Magyar hang        | Magyar hang    |
| Szereplő                  | Színész          | TV2                | Disney Channel |
| ------------------------- | ---------------- | ------------------ | -------------- |
| Galleria "Bubo" Garibaldi | Raven Symoné     | Böhm Anita         | Csondor Kata   |
| Chanel "Chuchie" Simmons  | Adrienne Bailon  | Roatis Andrea      | Mezei Kitty    |
| Dorinda "Do" Thomas       | Sabrina Bryan    | Bogdányi Titanilla | Molnár Ilona   |
| Aquanette "Aqua" Walker   | Kiely Williams   | Molnár Ilona       | Vadász Bea     |
| Dorothea Garibaldi        | Lynn Whitfield   | Kiss Erika         | Kocsis Mariann |
| Marisol Durán             | Belinda Peregrin | Dögei Éva          | Dögei Éva      |
| Juanita Simmons           | Lori Alter       | Kisfalvi Krisztina | Szórádi Erika  |
| Luc                       | Abel Folk        | ?                  | Csankó Zoltán  |
| Joaquin                   | Golan Yosef      | Markovics Tamás    | Hamvas Dániel  |
| Lola Durán                | Kim Manning      | Kocsis Mariann     | Réti Szilvia   |
| Angel                     | Peter Vives      | Pálmai Szabolcs    | ?              |
| Fesztiváligazgató         | Ferran Audí      | Hegedűs Miklós     | Maday Gábor    |
| Randolph                  | Richard Felix    | Láng Balázs        | ?              |

## Filmzene
A film azonos című albuma 2006. augusztus 15-én jelent meg az Amerikai Egyesült Államokban.

### Számlista
|     | Cím                             | Előadó(k)                            | Hossz |
| --- | ------------------------------- | ------------------------------------ | ----- |
| 1.  | The Party's Just Begun          | The Cheetah Girls                    | 3:10  |
| 2.  | Strut                           | The Cheetah Girls                    | 3:18  |
| 3.  | Dance With Me                   | Drew Seeley feat Belinda Peregrin    | 3:12  |
| 4.  | Why Wait                        | Belinda Peregrin                     | 3:01  |
| 5.  | A la Nanita Nana                | The Cheetah Girls & Belinda Peregrin | 2:12  |
| 6.  | Do Your Own Thing               | Raven-Symoné                         | 3:17  |
| 7.  | It's Over                       | The Cheetah Girls                    | 3:03  |
| 8.  | Step Up                         | The Cheetah Girls                    | 3:08  |
| 9.  | Amigas Cheetahs                 | The Cheetah Girls & Belinda Peregrin | 4:06  |
| 10. | Cherish the Moment              | The Cheetah Girls                    | 3:26  |
| 11. | Cheetah Sisters (Barcelona Mix) | The Cheetah Girls                    | 2:42  |
| 12. | Everyone's a Star               | Raven-Symoné                         | 3:51  |
| 13. | It's Gonna Be Alright           | Raven-Symoné                         | 3:48  |
| 14. | Let's Dance (bónusz szám)       | Miley Cyrus                          | 3:50  |

### Különkiadványok

#### Bónusz számok
|     | Cím              | Előadó(k)         | Hossz |
| --- | ---------------- | ----------------- | ----- |
| 14. | Route 66         | The Cheetah Girls | 3:27  |
| 15. | Strut (Ming Mix) | The Cheetah Girls | 3:15  |

#### Disneyland koncert DVD-n
A dalokat a The Cheetah Girls adja elő.
1. "The Party's Just Begun"
2. "Step Up"
3. "Cinderella"
4. "Strut"
5. "Cheetah Sisters"

## Premierek
| Ország                    | Dátum                | Csatorna                       |
| ------------------------- | -------------------- | ------------------------------ |
| Amerikai Egyesült Államok | 2006. augusztus 25.  | Disney Channel USA             |
| Kanada                    | 2006. szeptember 1.  | Family Channel                 |
| Egyesült Királyság        | 2006. szeptember 29. | Disney Channel UK              |
| Olaszország               | 2006. december 2.    | Disney Channel Olaszország     |
| Mexikó                    | 2006. december 3.    | Disney Channel Latin-Amerika   |
| Honduras                  | 2006. december 3.    | Disney Channel Latin-Amerika   |
| Argentína                 | 2006. december 3.    | Disney Channel Latin-Amerika   |
| Tajvan                    | 2006. december 8.    | Disney Channel Taiwan          |
| Dél-afrikai Köztársaság   | 2006. december 9.    | Disney Channel Dél-Afrika      |
| Lengyelország             | 2006. december 9.    | Disney Channel Lengyelország   |
| Brazília                  | 2006. december 10.   | Disney Channel Latin-Amerika   |
| Spanyolország             | 2006. december 16.   | ?                              |
| Franciaország             | 2006. december 19.   | Disney Channel (Franciaország) |
| Belgium                   | 2006. december 19.   | Disney Channel Belgium         |
| Japán                     | 2007. január 1.      | Disney Channel Japán           |
| Brunei                    | 2007. január 27.     | Disney Channel Ázsia           |
| Kambodzsa                 | 2007. január 27.     | Disney Channel Ázsia           |
| Hongkong                  | 2007. január 27.     | Disney Channel Ázsia           |
| Indonézia                 | 2007. január 27.     | Disney Channel Ázsia           |
| Dél-Korea                 | 2007. január 27.     | Disney Channel Ázsia           |
| Malajzia                  | 2007. január 27.     | Disney Channel Ázsia           |
| Palau                     | 2007. január 27.     | Disney Channel Ázsia           |
| Fülöp-szigetek            | 2007. január 27.     | Disney Channel Ázsia           |
| Szingapúr                 | 2007. január 27.     | Disney Channel Ázsia           |
| Thaiföld                  | 2007. január 27.     | Disney Channel Ázsia           |
| Vietnám                   | 2007. január 27.     | Disney Channel Ázsia           |
| Ausztrália                | 2007. január 28.     | Disney Channel Ausztrália      |
| India                     | 2007. július 28.     | Disney Channel India           |
| Magyarország              | 2007. december 28.   | TV2                            |
| Magyarország              | 2010. január 9.      | Disney Channel                 |
| Görögország               | 2010. január 9.      | ?                              |
| Bulgária                  | 2010. január 10.     | ?                              |
| Románia                   | 2010. január 23.     | Disney Channel Románia         |
| Svédország                | 2010. április 2.     | ?                              |

## Fordítás
- Ez a szócikk részben vagy egészben  a   The Cheetah Girls 2 című angol Wikipédia-szócikk fordításán alapul.  Az eredeti cikk szerkesztőit annak laptörténete sorolja fel. Ez a jelzés csupán a megfogalmazás eredetét és a szerzői jogokat jelzi, nem szolgál a cikkben szereplő információk forrásmegjelöléseként.